# Чарльз Гілдон
Чарльз Гілдон (англ. Charles Gildon; прибл. 1665, Гілінгем — 24 січня 1724, Лондон) — англійський письменник на замовлення, перекладач, біограф, есеїст, драматург, поет, автор епістолярніх романів, байкар, автор оповідань, критик. Послугував джерелом багатьох біографій часів Реставрації, хоча схоже, що він  допустив в них, ненароком чи з умислом, багато помилок.
Найбільшу популярність Чарльзу Гілдону принесла "Дансіада" та "Послання до доктора Арбатнота" Александра Поупа, де Чарльз став об'єктом насмішок автора, а також ворожнеча із Джонатаном Свіфтом. Гілдонові біографії є цінними, а часто й єдиними біографічними джерелами про життя тих чи інших людей, але всі вони, майже без винятків, мають прикмети фальсифікацій. Через насмішки Поупа, а також через великий об'єм та темпи виконання замовлень, ім'я Гілдона стало синонімом писаки на замовлення та авантюриста від літератури.

## Біографія
Гілдон народився в місті Гілінгам в англійському графстві Дорсет в сім'ї римо-католиків, що активно підтримували роялістів в період Англійської громадянської війни. Коли один з Чарльзових братів, Джозеф, став католицьким священиком, то їх сім'я втекла до Франції і Чарльз отримував освіту в Дуе. Він покинув коледж без посвяти в духовний сан й переїхав до Англії в 1684 році у віці 19-ти років. Два роки по тому він переїхав до Лондона, де миттєво розтратив, або загубив свою спадщину. Ще через два роки, в 1688 році, він одружився з бідною жінкою і майже відразу звернувся до письменництва, як до методу заробітку.
Наскільки відомо, першим його роботодавцем був Джон Дантон, що найняв Гілдона для роботи в періодичному виданні «Афінський Меркурій» й написання «Історії Афінського суспільства» в 1692 році. В тому ж році Гілдон написав біографію Афри Бен на правах, як він сам стверджував, близького друга. Проте, хоч Гілдон і Бен обидва були з Дорсету й роялістами (хоч лише сім'я Гілдона була активною в період міжцарів'я, в той час, як Бен, мабуть, була шпигуном роялістів) й, можливо, Гілдон, навіть, знав та шукав зв'язку з Бен, але його знання саме її життєпису має декілька демонстративних помилок, включаючи занадто довірливе читання "Оруноко".
В цей же час Гілдон працював соціальним кореспондентом в Джона Драйдена та Вільяма Вішерлі, так само як Бен, й вів аристократичний образ життя. Чарльз сповідував деїзм в 1693—1698 роках, а Даніель Дефо описував його, як аморального сластолюбця, що при голодуючій дружині утримує шістьох годованих повій.
Чарльз відредагував «Праці Чарльза Бланта» в 1693 році й додав власний деїстський трактат «Оракули Розуму» до видання. В 1695 р. він видав «Життя Бланта», де героїзував останнього. В той же час він пише захист драйденського модернізму проти Томаса Раймера в 1694 році.
Між 1696 та 1704 рр. Гілдон пише чотири провальні трагедії білим віршом. В 1698 році він обернувся до англіканства і написав пізніше «Посібник по деїзму» (1705 р.), де виступає противником деїзму. Також між 1692 та 1720 роками пише серію повістей, включаючи «Листоноша в якого вкрали його пошту», «Золотий шпигун», «Все на краще», але не зупиняється на прозі.
В 1706 році Гілдон, вже завзятий віг (в контрасті зі своєю торістсько-якобістською сім'єю), видає листи до курфюрстини Софії з запрошенням відвідати Англію, маючи на увазі, що вона повинна бути поряд для того, щоб зайняти трон після смерті королеви Анни. Уряд судив його за поширення наклепницьких чуток в підривних цілях. Видатні віги вступилися за нього, а Річард Стіл був його апеляційним адвокатом. Коли Гілдона визнали винним й призначили викуп в 100 фунтів, Артур Мейнваринг виплатив викуп за нього. Листи були достатньою підставою для тюремного строку або ж для ганебного стовпа, але зв'язки врятували Гілдона.
Артур Мейнваринг, ворог Джонатана Свіфта, знову допоміг Гілдону, а Стіл працевлаштував його в періодичне видання. Гілдонове «Життя Томаса Беттертона» було присвячене Стілу в знак подяки за це. Стіл написав передмову до Гілдонової «Граматики англійської мови» в тому ж році. В 1711 році, Джон Брайтланд найняв Гілдона з тим, щоб той очолив «Британського Меркурія». Протягом 6 місяців Гілдон здійснив серію нападів на Джонатана Свіфта та Александра Поупа. На Свіфта цілком за його ворожнечу з Мейнварингом, та й його чвара з Поупом, ймовірно, теж була політично мотивована. Після того, як «Британського Меркурія» було згорнуто, Гілдон продовжив свої напади на Свіфта в п'єсі «Нове випробування» (1714), а також на сторінках «Мемуарів з життя Вільяма Вішерлі» (одного з менторів Поупа) в 1718 році. Також в 1718 році Гілдон буквально змінює сторони в «Повній історії поезії», яку він присвятив герцогині Букінгемській. У ній він повторює судження Раймера про неокласицизм, які раніше в своїй кар'єрі він, спільно з Драйденом, спростовував. У 1719 році Гілдон страшенно зубожів й осліп. Александр Поуп в своїй переписці припустив, що сліпота виникла через сифіліс. Гілдон був на краю голодної смерті. В 1721 р. герцогиня Букінгемська трохи полегшила його становище. Того ж року Роберт Харлі (патрон та друг Свіфта й Поупа раніше) дав Гілдону 100 фунтів щорічної плати як «Королівський дар». 12 грудня 1723 року заробіток від «Оруноко», театральної адаптації Томаса Саутерна, можливо був призначений саме йому.
Чарльз Гілдон помер 1 січня 1724 року.